# Sudden Motion Sensor
capteur de mouvements brusques
Le Sudden Motion Sensor (SMS) est une technique qui équipe les disques durs des nouveaux PowerBook, MacBook Pro, MacBook et iBook d'Apple. Le SMS vise à protéger le disque dur en cas de choc (chute de l'ordinateur portable par exemple) : plusieurs capteurs mesurent les mouvements dans l'espace du disque dur (en fait des accéléromètres) et parquent les têtes de lecture/écriture du disque en cas de détection de mouvements brusques afin que ceux-ci ne risquent pas d'endommager le disque ou ses données.
Cette technique doit être correctement configurée pour éviter que le système ne parque les têtes à cause de simples vibrations, comme lors de l'utilisation en avion ou en train.
Le SMS est apparu en premier en janvier 2005 avant d'être généralisé en juillet 2005 à tous les portables d'Apple (rajout aux iBook).
Le SMS est aussi utilisé de manières plus amusantes par MacSaber, une application qui recrée les sons d'un sabre laser de Star Wars lorsque le Mac est manipulé, et par SmackBook, qui passe d'un bureau à un autre d'une simple tape sur le côté de l'écran du Mac. Ou de façon plus utile : iAlertU, une alarme qui se déclenche lorsque le portable est déplacé, ou si on touche le clavier ou le trackpad avec possibilité de prendre une photo avec l'iSight.
Enfin, une recherche via le réseau BOINC est en cours pour déterminer si le SMS, entre autres systèmes de protection de disque par accéléromètre, pourrait servir à détecter les tremblements de terre : le projet QCN (Quake Catcher Network).